# Diostrombus mayumbensis
Diostrombus mayumbensis är en insektsart som först beskrevs av Synave 1966.  Diostrombus mayumbensis ingår i släktet Diostrombus och familjen Derbidae. Inga underarter finns listade i Catalogue of Life.